# Heraltický potok
Der Heraltický potok ist ein rechter Nebenfluss der Opava in Tschechien.

## Verlauf
Der Heraltický potok entsteht östlich von Horní Životice im Niederen Gesenke aus mehreren Quellbächen und fließt zunächst nach Südosten durch Košetice und Kouty. Danach wendet sich der Bach in nordöstliche Richtung; an seinem Lauf liegen Velké Heraltice, Nevrlovo, Zedky, Štemplovec und Neplachovice. Östlich von Neplachovice mündet der Heraltický potok nach 18,2 Kilometern an der polnischen Grenze in die Opava.
Kurz vor der Mündung wird der Heraltický potok von der Staatsstraße I/57 zwischen Krnov und Opava sowie der Bahnstrecke Olomouc–Opava východ überbrückt.

## Naturdenkmal
Südwestlich von Zadky ist seit 1991 ein Feuchtgebiet entlang des Baches auf der Fläche von 14,39 ha als Naturdenkmal Heraltický potok geschützt.

## Zuflüsse
- Horecký potok (l), Velké Heraltice
- Herlička (r), bei Kamenec